# Lương Trọng Hối
Lương Trọng Hối (1888 - 11 tháng 4 năm 1969) là một viên quan dưới triều nhà Nguyễn, thầy thuốc và nhà thơ Việt Nam.

## Thời trẻ
Lương Trọng Hối sinh năm 1888 (Mậu Tý), tại làng Đồng Thành, huyện Quế Sơn, tỉnh Quảng Nam. Ông là con thứ năm của cử nhân Lương Trọng Tuân (người có công trong việc xây dựng trường Quốc học năm 1896 tại Huế).
Thưở nhỏ ông học tại quê nhà, trường đốc Quảng Nam . Năm 18 tuổi năm 1905 tham gia phong trào Duy Tân tại Quế Sơn , năm Mậu Thân 1908 phong trào lên mạnh với các cuộc biểu tình chống thuế xảy ra khắp tỉnh Quảng Nam , ông bị giam tại nhà lao Hội An gần 1 năm ông được trả về. Sau khi ra tù, ông ra Huế học tập (chữ Pháp , quốc ngữ và làm trợ giáo. Năm 1918 ông thi đỗ cử nhân (á nguyên) tại trường thi Bình Định (thi chung với trường Thừa Thiên). Sau đó ông học trường Hậu bổ ở Huế.

## Sự nghiệp
Năm 1921 sau khi tốt nghiệp trường Hậu bổ, Lương Trọng Hối được bổ làm tri phủ tại các huyện thuộc các tỉnh Bình Thuận, Quảng Ngãi, Bình Định. Năm 1923 ông làm tri phủ Hàm Tân thời kì Pháp đô hộ (1883 - 1945) .
Tại đây, ông tạo điều kiện giúp các chiến sĩ phong trào Duy Tân vượt ngục Côn Đảo (Trần Hoành , Nguyễn Đình Kiên , Nguyễn Hi Cao có phương tiện trốn thoát ở đất liền.
Năm 1937 Lương Trọng Hối được thăng Tá lý Thị lang rồi Tham tri Bộ Lại. Đến năm 1944 ông nghỉ hưu về quê nhà và chữa bệnh giúp dân.
Năm 1945 (sau ngày 9 tháng 3) ông được nội các Trần Trọng Kim mời ra làm Tuần vũ Quảng Ngãi cho đến ngày tổng khởi nghĩa
Năm 1950 ông được đề cử giữ chức chủ tịch Mặt trận Liên Việt ở tỉnh Quảng Nam , Phó chủ tịch uỷ ban kháng chiến hành chánh tỉnh Quảng Nam kiêm hội trưởng Hội Đông y.
Sau năm 1954 ông được chính quyền Sài Gòn mời cộng tác, đến năm 1959 ông là Dân biểu Quốc hội, rồi ông làm giám đốc viện Hán học Huế kiêm nhiệm Hội trưởng Hội Đông y tỉnh Quảng Nam cho đến cuối đời.

## Qua đời
Năm 1969 Lương Trọng Hối mất tại Đà Nẵng, thọ 81 tuổi, an táng tại đây. Đến 11 tháng 4 năm 1995, gia đình đưa hài cốt của ông về an táng tại quê nhà Quế Sơn.

## Tác phẩm
Lương Trọng Hối sáng tác nhiều thơ văn. Ông cũng là tác giả một số cuốn sách về y học, nổi tiếng nhất là hai quyển Thương hàn trị liệu và Bệnh thương hàn và cây thuốc nam. Lương Trọng Hối có dịch bộ sách Trung Quốc Châm cứu trị liệu học của Thừa Đạm Am, lấy tựa đề là Sách châm cứu tiếng Việt. Tuy cuốn sách này không có điều kiện xuất bản chính thức nhưng đã được lưu truyền rộng rãi ở miền Nam, góp phần đào tạo các thầy thuốc châm cứu.
Suốt hoạn lộ, ông được nhân dân nơi ông trị nhiệm trọng vọng về bản tính hiền hòa, thanh liêm, công bằng. Ngoài ra, ông còn là vị quan giỏi trị bệnh nhân dân tôn vinh là "vị quan y sư Lương Trọng Hối mà đồng bào các tỉnh Trung bộ tặng ông. 

## Vinh danh
Năm 1999, Liên hiệp các hội Khoa học Kỹ thuật tỉnh Quảng Nam và thành phố Đà Nẵng đều tổ chức kỷ niệm 30 năm ngày mất của ông.
Lương Trọng Hối từng hai lần được đề xuất đặt tên đường tại thành phố Đà Nẵng vào năm 2016 và 2018, nhưng đều không thành công.